# Deepak Lal
Deepak Kumar Lal, född 3 januari 1940, död 30 april 2020, var en indisk-brittisk nationalekonom och professor i internationella utvecklingsstudier vid University of California.
Lal föddes i Lahore i dåvarande Brittiska Indien, och läste historia vis St Stephens College i Delhi och nationalekonomi i Oxford. Han undervisade vid Oxford 1984-1993, och blev professor i internationella utvecklingsstudier vid University of California, Los Angeles, 1991.
Han blev hedersdoktor 2002 vid Paul Cézanne University i Marseille, samt vid Pontificia Universidad Católica del Perú i Lima 2010. 2007 fick han det italienska Societa Liberas internationella frihetspris för ekonomi.